# Germanite
La germanite est une espèce minérale constituée de sulfure de cuivre, fer et germanium, de formule Cu13Fe2Ge2S16 avec des traces de gallium, zinc, molybdène, arsenic et vanadium. Les rares cristaux cubiques peuvent atteindre 3 cm en taille.

## Inventeur et étymologie
Découverte dès 1920 par G. Schneider, mais elle a été décrite par le minéralogiste Berlinois Pufahl, qui est l'inventeur, en 1922 ; le nom dérive d'un élément de sa composition chimique, le germanium.

## Topotype
- Mine de Tsumeb, Namibie
- Les échantillons types sont déposés au Musée d'histoire naturelle de Londres, N° 1922, 1180.

## Cristallographie
- Paramètres de la maille conventionnelle : a = 10,586 2 Å, Z = 1 ; V =  1 186,37 Å3
- Densité calculée = 4,47 g/cm3

## Cristallochimie
- Elle fait partie du groupe de la colusite.

### Groupe de la colusite
- Colusite Cu12-13V(As,Sb, Sn,Ge)3S16
- Germanite Cu26Fe4Ge4S32
- Germanocolusite Cu13V(Ge,As)3S16
- Nekrasovite Cu26V2(Sn,As,Sb)6S32
- Stibiocolusite Cu13V(Sb,As,Sn)3S16
- Maikainite Cu20(Fe,Cu)6Mo2Ge6S32
- Ovamboïte Cu20(Fe,Cu,Zn)6W2Ge6S32

## Gîtolologie
- Associé aux minerais primaires de cuivre, plomb et zinc.

### Minéraux associées
- Bornite, chalcopyrite, digénite, énargite, galène, reniérite, pyrite, sphalérite, tennantite.

## Gisements remarquables
- République du Congo

Mine de M'Passa, District de Boko Songho, Département de Bouenza
- France

Bancaïroun, Guillaumes, Alpes-Maritimes, Provence-Alpes-Côte d'Azur.
- Namibie

Mine de Tsumeb,.